# بيورن كارلسون
بيورن كارلسون هو لاعب هوكي الجليد سويدي، ولد في 13 يناير 1961 في السويد.

## وصلات خارجية
- بيورن كارلسون على موقع EliteProspects.com (الإنجليزية)